# Храм-пам'ятник Олександра Невського
Собор Святого Олександра Невського (болг. Храм-паметник „Свети Александър Невски") — кафедральний собор патріарха Болгарської православної церкви. Собор був побудований за проектом учня італійських скульпторів Олександра Помаранцева у неовізантійському стилі та розташований у середмісті, на площі Олександра Невського, у Софії і є візитівкою столиці Болгарії. У 1955 році собор оголошено пам'яткою культури національного значення Болгарії.

## Історія
Рішення про «зведення пам'ятника на честь світлого подвигу Визволення, в якому злилася кров визволителів та кров визволених» прийнято 1879 року Установчими Зборами у Велико Тирново на пропозицію Петко Каравелова. Спочатку собор планували збудувати у Велико-Тирново, але після рішення про перенесення столиці до міста Софія Перші звичайні народні збори постановили будувати собор саме там.

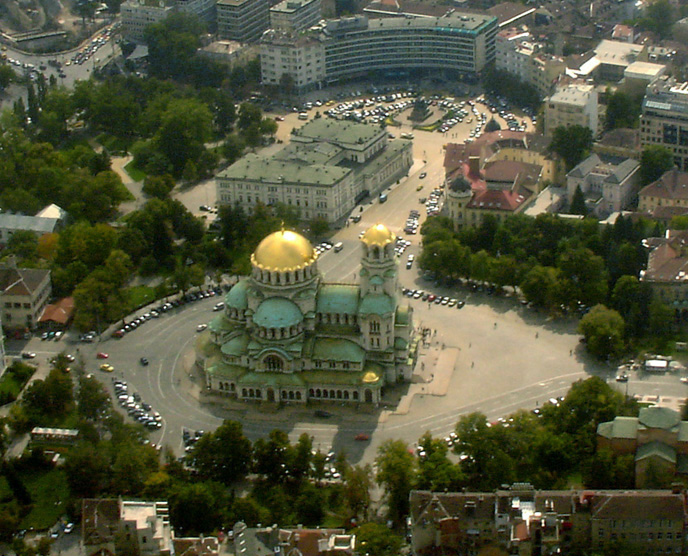
Загальний вигляд собору

Князь Олександр Баттенберг звернувся до болгарської нації з закликом провести збір коштів на будівництво. Було зібрано 1 900 000 левів. Церемонія закладення наріжного каменю була надзвичайно урочиста (19 лютого 1882 року) — цю подію присвятили 4-ій річниці підписання Сан-Стефанської угоди.
Реальне будівництво собору почалося 1904, завершено 1912 (загальна вартість 5,5 мільйона левів). Собор освячений 24 серпня 1924 року.
Певний час, у 1916–1920 роках, собор був переосвячений на честь святих Кирила та Мефодія, оскільки під час Першої світової війни Болгарія була у стані війни з Російською імперією і вела з нею бойові дії на території Північної Добруджі. Але 1920, на прохання Синоду Московської Церкви, престол храму знову освячений на честь святого Олександра Невського — покровителя імператора Російської імперії Олександра II. Це уже був демарш болгарського церковного керівництва проти більшовицької влади, яка запанувала у Росії.
Під час Другої світової війни собор зазнав низку пошкоджень — його прицільно бомбували війська антинімецької групи країн. Відтак англо-американська авіація зруйнувала всі мозаїчні ікони біля центральної брами, пошкодила картини у багатьох місцях.
Після звільнення від радянського режиму перед собором відбуваються найурочистіші церемонії болгарської держави: військові паради, святкування дня незалежності Болгарії.

## Архітектура
Собор являє собою п'ятинавну хрещато-банну базиліку в неовізантійському стилі з численними куполами, напівкуполами та невеликими циліндричними склепіннями, із чітко підкресленим центральним куполом.  
На західному фасаді, над притвором, височіє дзвіниця, яка разом з хрестом, має висоту 53 метри. На дзвіниці 12 дзвонів, найбільший із дзвонів важить майже 12 тонн, а найменший – 10 кг, а загальна вага всіх дзвонів – 23 тонни.
Вдале монументальне рішення інтер'єрів відчувається при вході через головну браму. Донині собор є важливою домінантою силуету Софії.

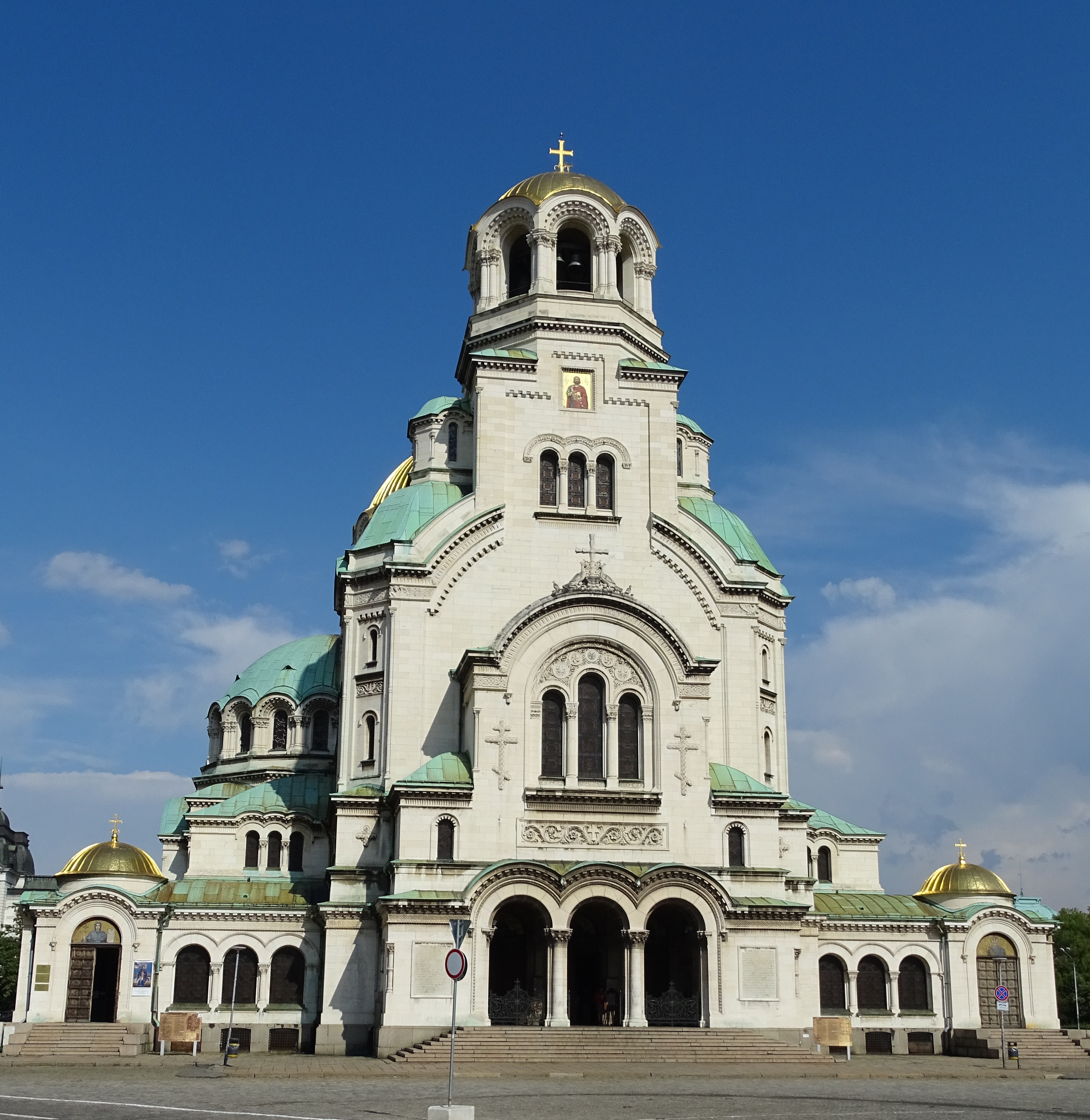
Собор із заходу
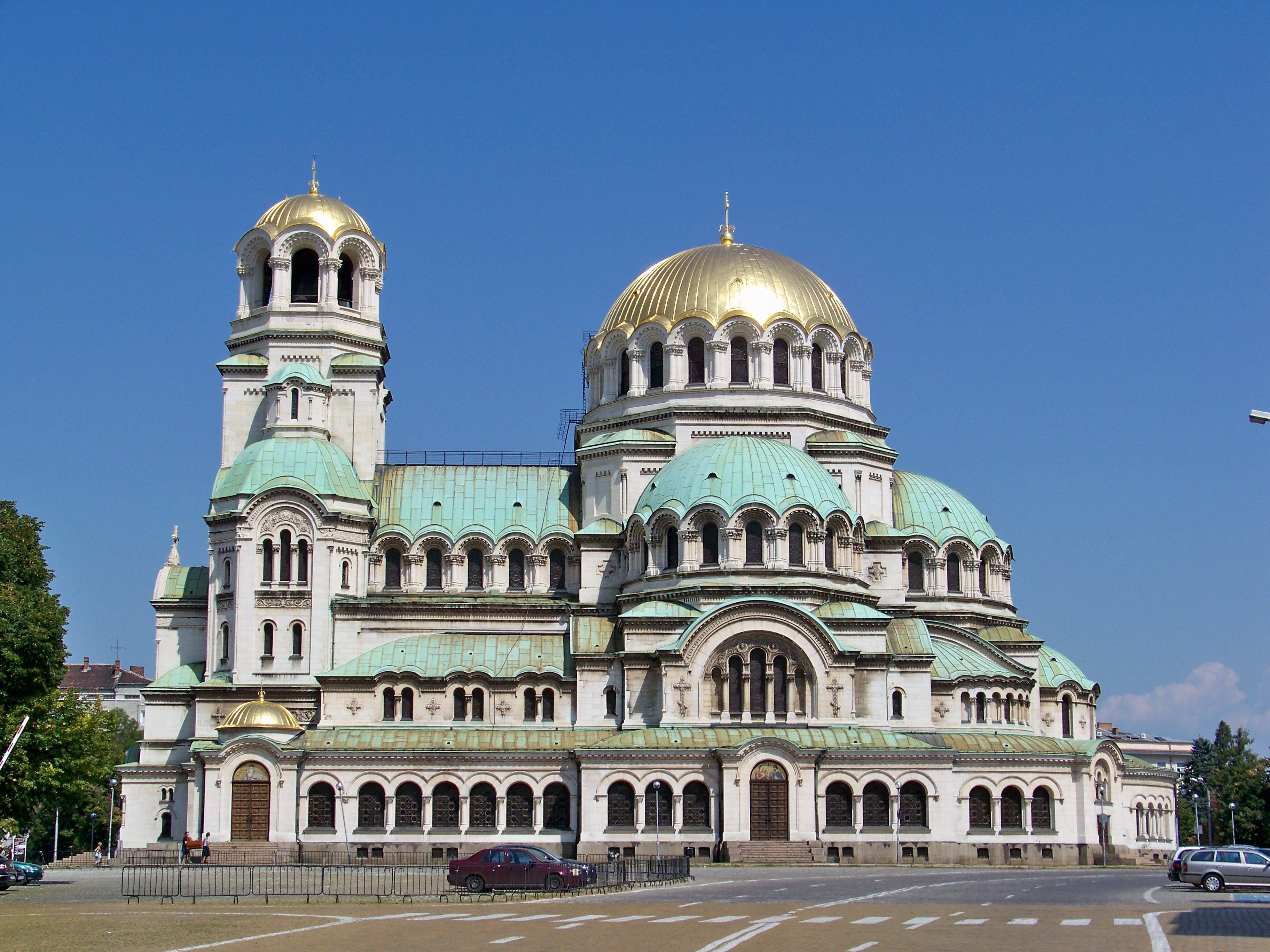
Бічний фасад
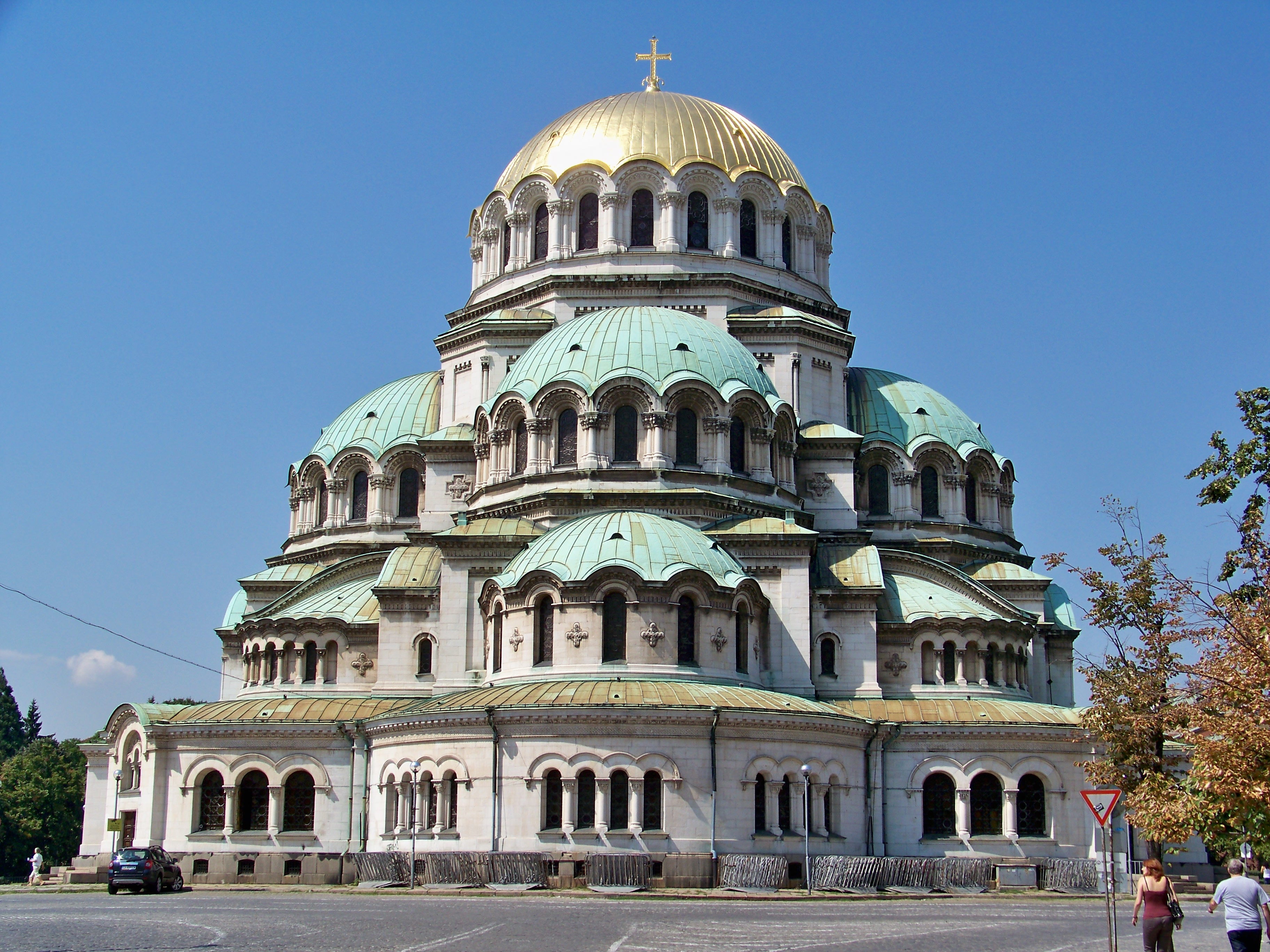
Собор зі сходу
Дзвіниця
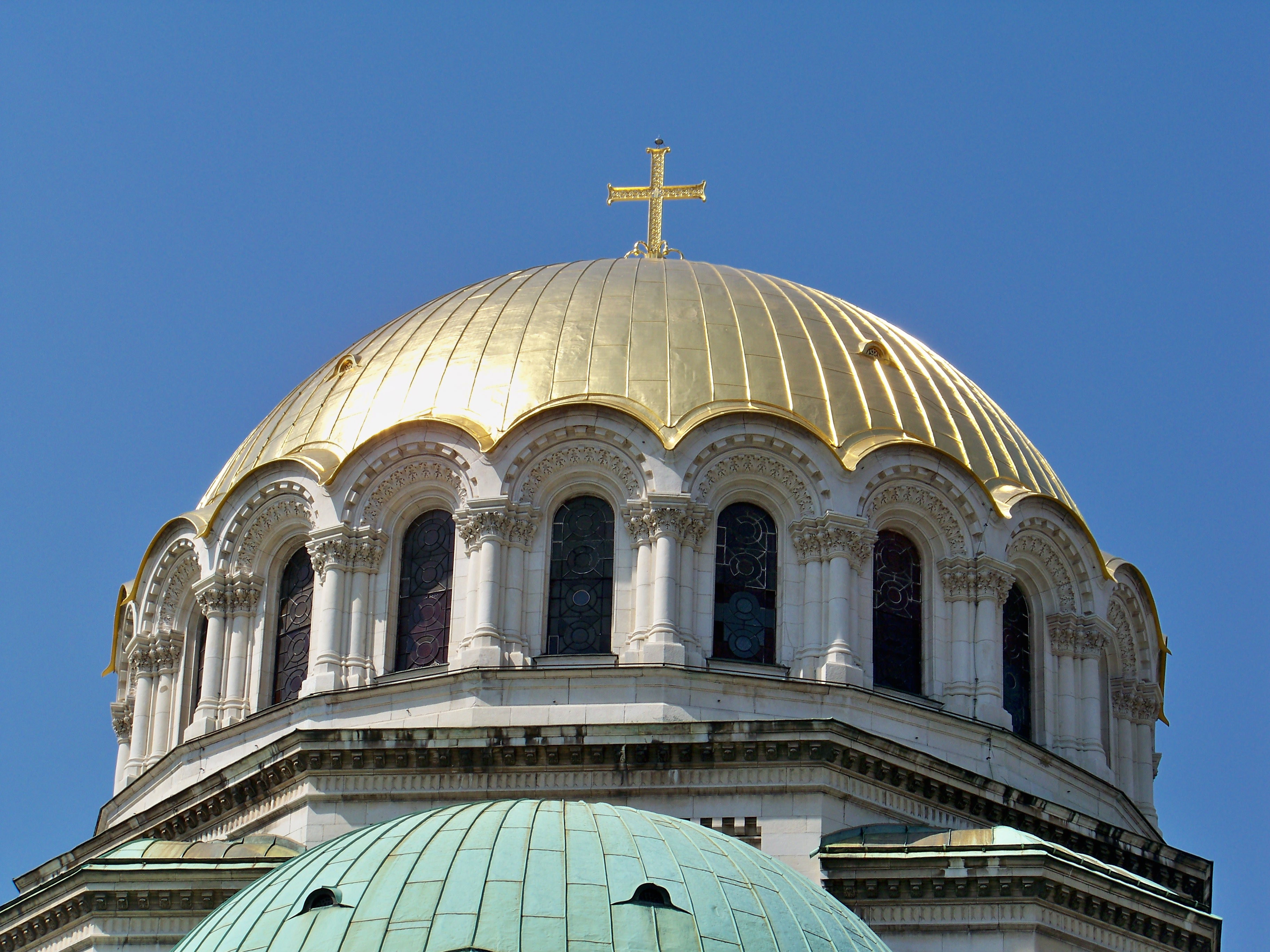
Головна баня собору

### Інтер'єр
Розпис собору здійснили російські художники. Частину розписів зробили й болгарські митці.
При внутрішньому оздобленні собору використано якісні та дорогі будівельні матеріали: різнокольорові італійські мармури (з області Карраре), онікс із Бразилії, алебастр. Світильники вироблені у Мюнхені. 
Інтер'єр собору прикрашений іконами та фресками. 
Підлога собору вкрита різнокольоровим італійським мармуром у вигляді мозаїки.
Люстри виконані у стилі неоампір. Центральна люстра важить 2500 кг, підвішена на висоті 27 м та прикрашена підвісками з єнського скла. 

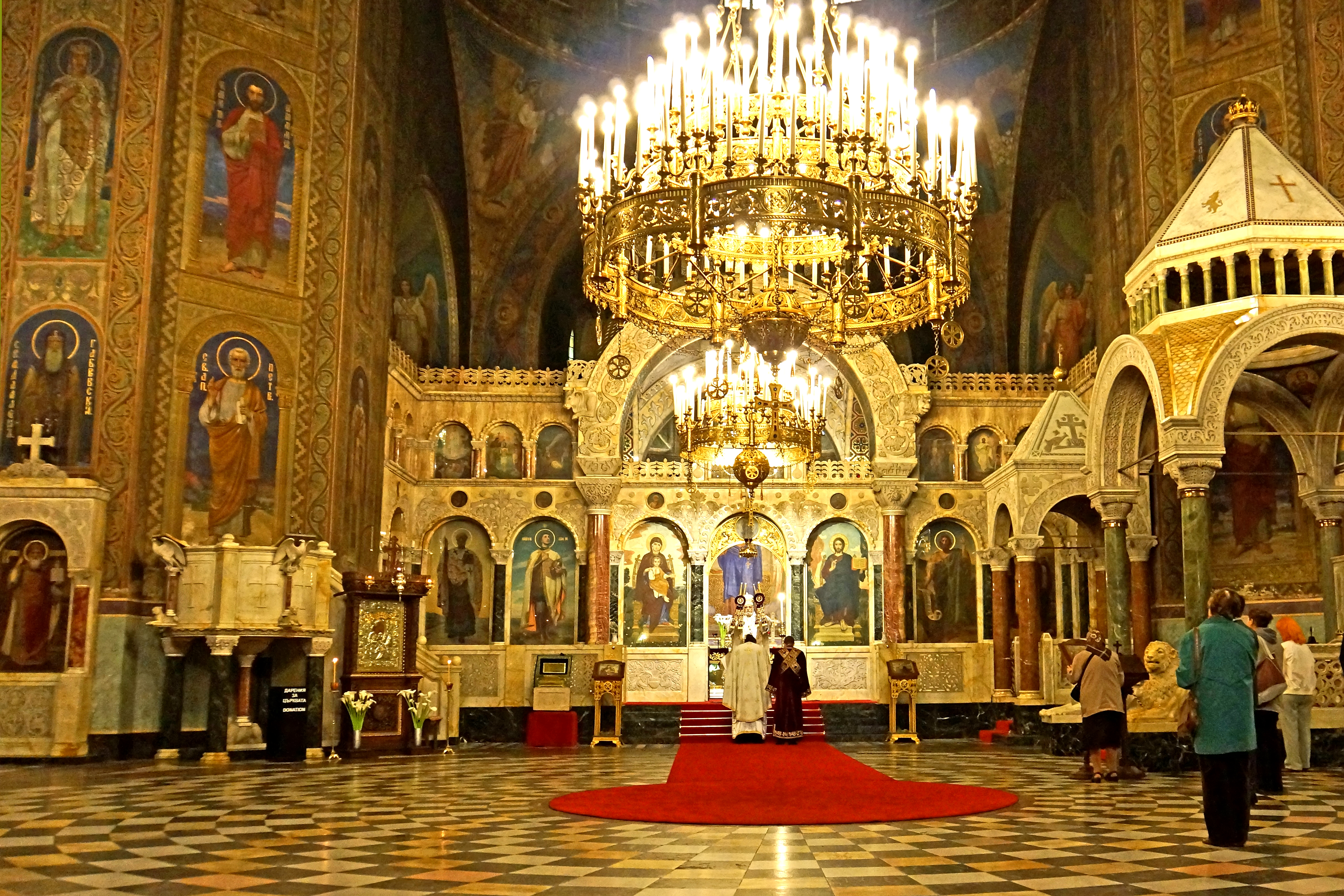
Іконостас собору
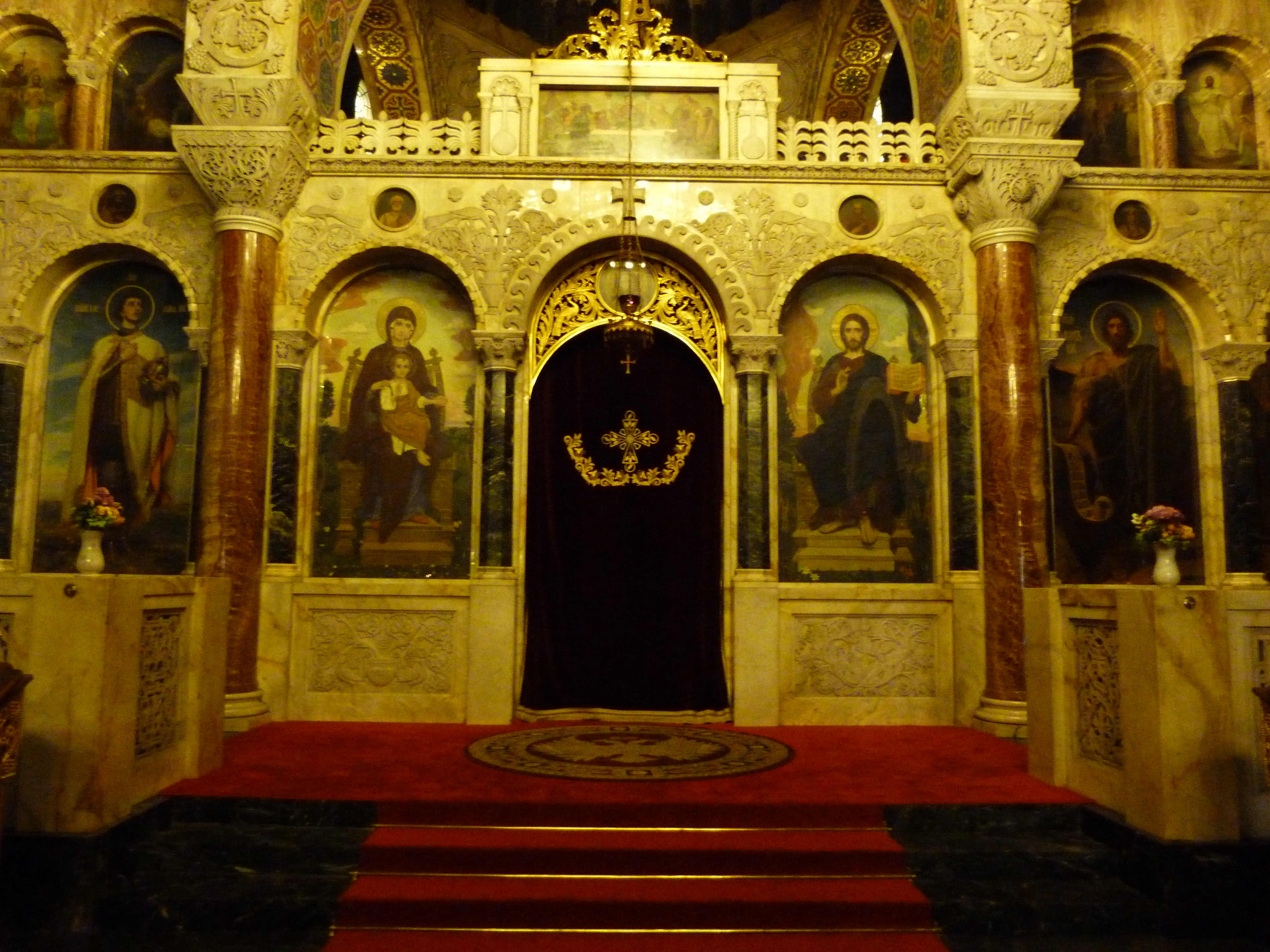
Царські врата
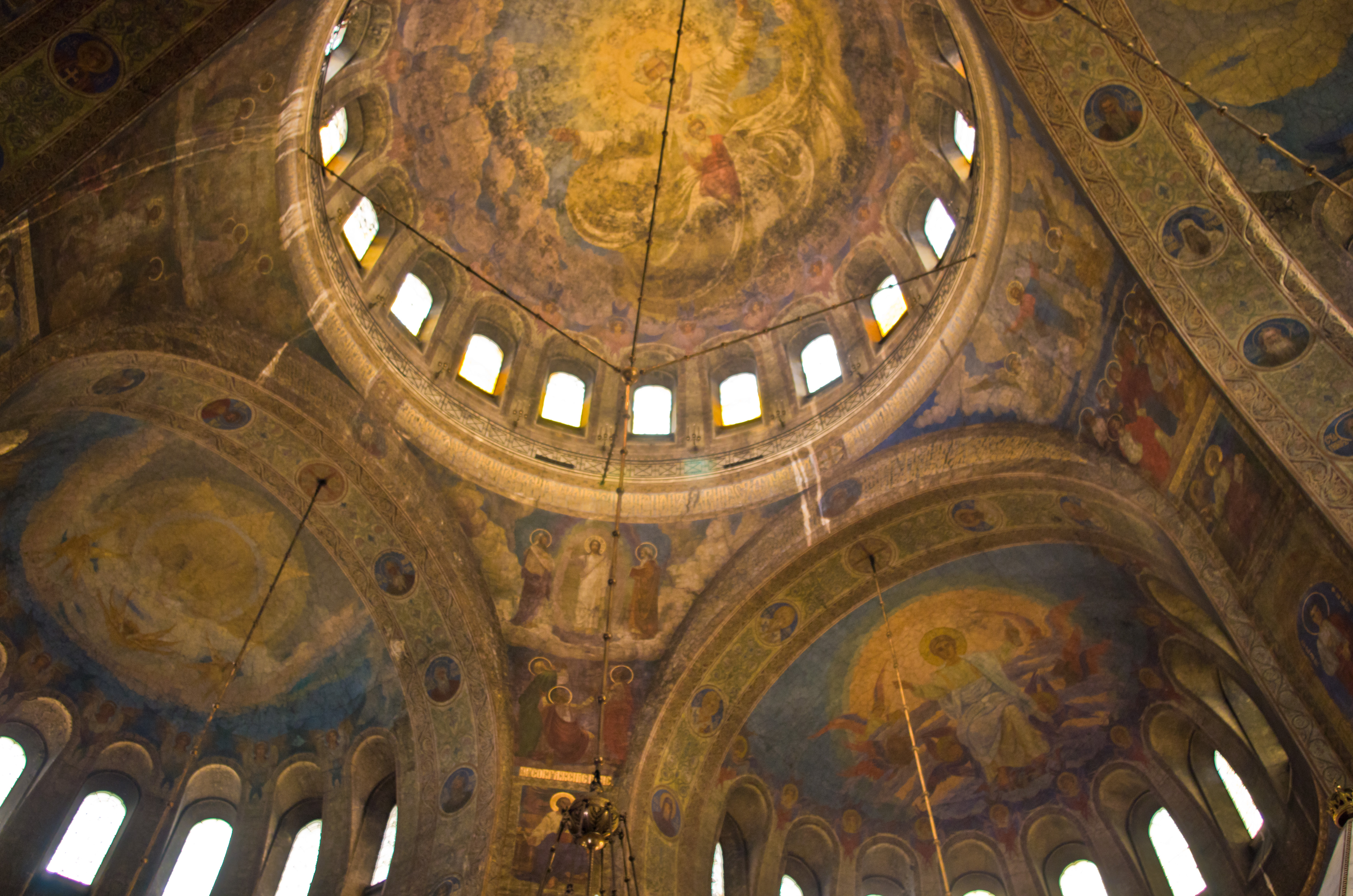
Розписи склепіння
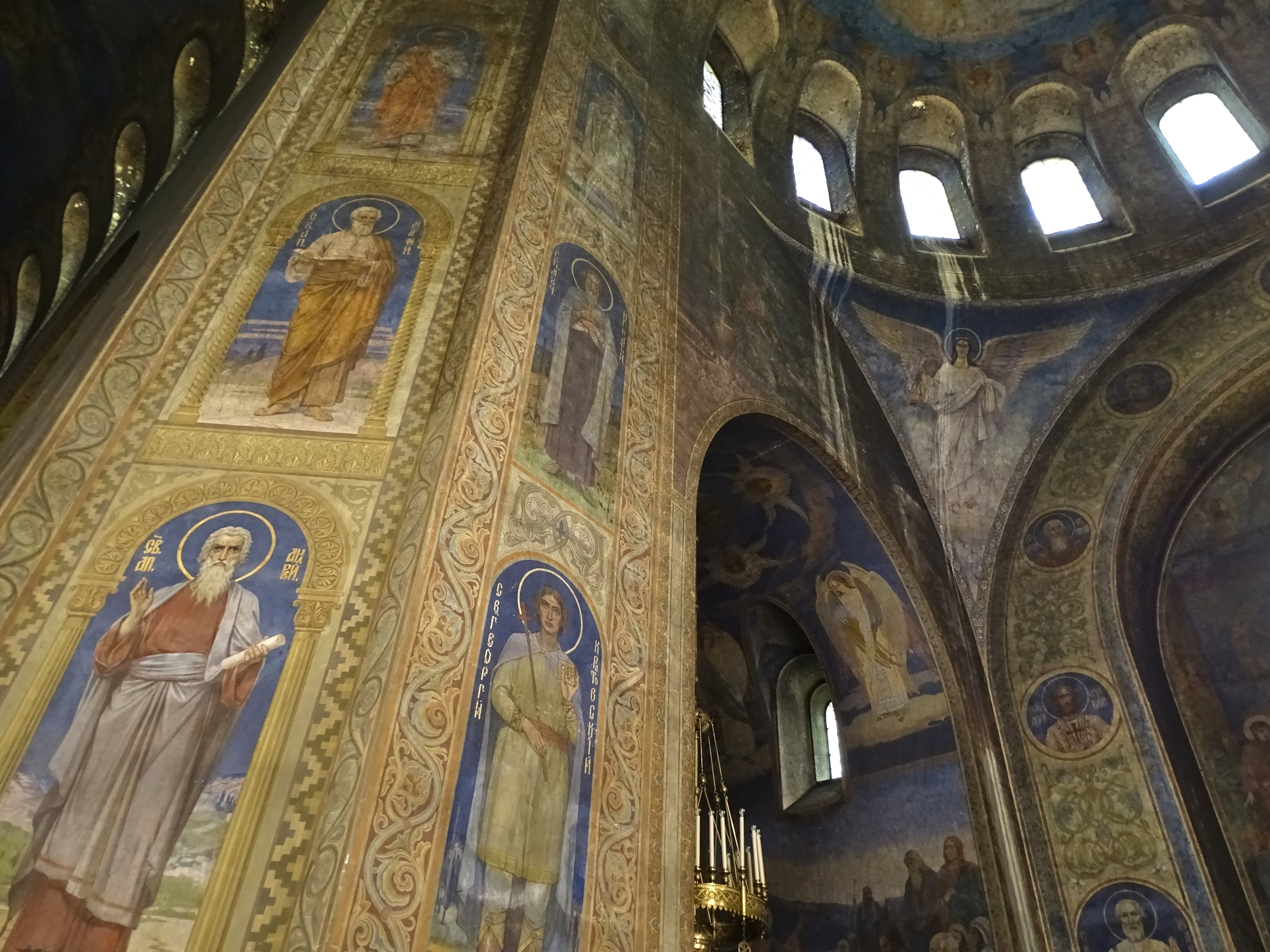
та стін
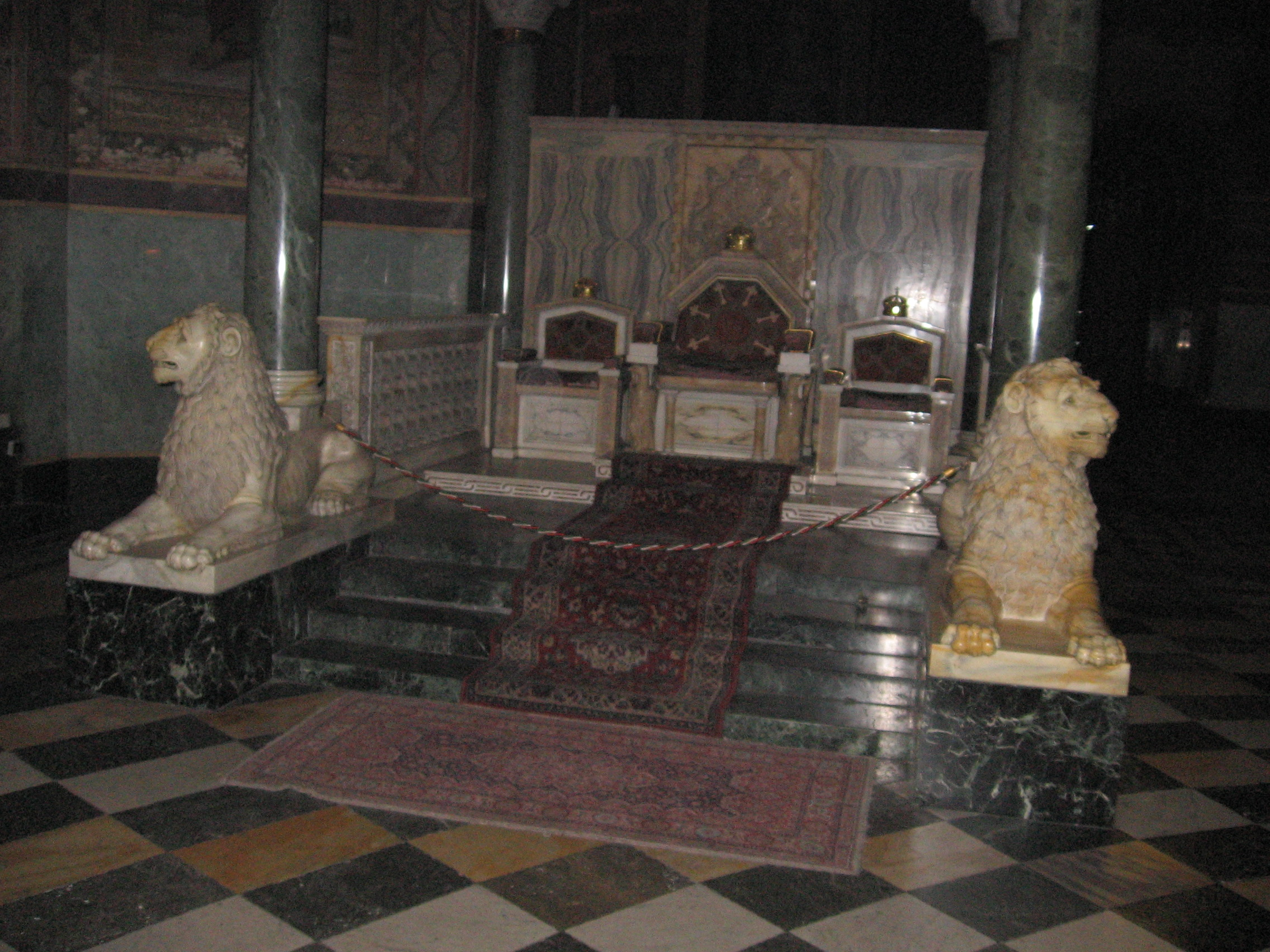
Інтер'єр собору